# کرتوو
کرتوو (به چکی: Krtov) یک منطقهٔ مسکونی در جمهوری چک است که در منطقه تابور واقع شده‌است.
 کرتوو ۴٫۵۵ کیلومتر مربع مساحت و ۱۴۴ نفر جمعیت دارد و ۵۵۸ متر بالاتر از سطح دریا واقع شده‌است.